# Джордж Фрост Кенан
Джордж Фрост Кенан (на английски: George Frost Kennan) (16 февруари 1904 – 17 март 2005) е американски дипломат и историк. Известен е със застъпничеството си за политиката на сдържане спрямо съветската експанзия по време на Студената война, от която по-късно се отказва. Автор е на множество лекции и публикации по темата за историята на отношенията между СССР и САЩ. Той е и един от шестимата експерти по външна политика на САЩ, известни като „Мъдрите мъже“.
В края на 40-те години на 20 век той вдъхновява Доктрината Труман и външната политика на САЩ към „сдържане“ на Съветския съюз. Неговата „Дълга телеграма“ от Москва през 1946 г. и публикуваната през 1947 г. статия „Причини за съветското поведение“ налагат тезата, че съветският режим е в същността си експанзионистичен, поради което влиянието му трябва да бъде „удържано“ в сферите от жизненоважно стратегическо значение за САЩ. Тези текстове дават основата на антисъветската политика на президента на САЩ Хари С. Труман. Кенан играе централна роля в разработването на програмите и институциите на Студената война, най-забележителен от които е Планът Маршал.
Скоро след като концепциите му стават официална политика на САЩ, Кенан започва да ги критикува. Преди края на 1948 г. той развива тезата, че е възможно да се започне позитивен диалог с СССР. Предложенията му обаче биват отхвърлени от администрацията на Труман, а влиянието му отслабва, особено след назначаването на Дийн Ачесън за държавен секретар на САЩ през 1949 г. Скоро след това стратегията за Студената война на САЩ добива по-твърд и военизиран характер.
През 1950 г. Кенан напуска Държавния департамент – с изключение на две кратки назначения на поста посланик в Москва и Югославия – и се превръща в реалистичен критик на външната политика на САЩ. Той продължава да изготвя анализи на международните отношения в Института за съвременни изследвания в Принстън от 1956 г. до смъртта си през 2005 г. на 101-годишна възраст.